# Kodaikānāl
Kodaikānāl är en ort i Indien.   Den ligger i distriktet Dindigul och delstaten Tamil Nadu, i den södra delen av landet, 2 000 km söder om huvudstaden New Delhi. Kodaikānāl ligger 2 098 meter över havet och antalet invånare är 35 021.
Terrängen runt Kodaikānāl är bergig åt sydväst, men åt nordost är den kuperad. Kodaikānāl ligger uppe på en höjd. Runt Kodaikānāl är det tätbefolkat, med 476 invånare per kvadratkilometer. Där har den lutherska tamilkyrkan ett centrum. Närmaste större samhälle är Periyakulam, 14,4 km söder om Kodaikānāl. Omgivningarna runt Kodaikānāl är en mosaik av jordbruksmark och naturlig växtlighet.